# Prasa kobieca

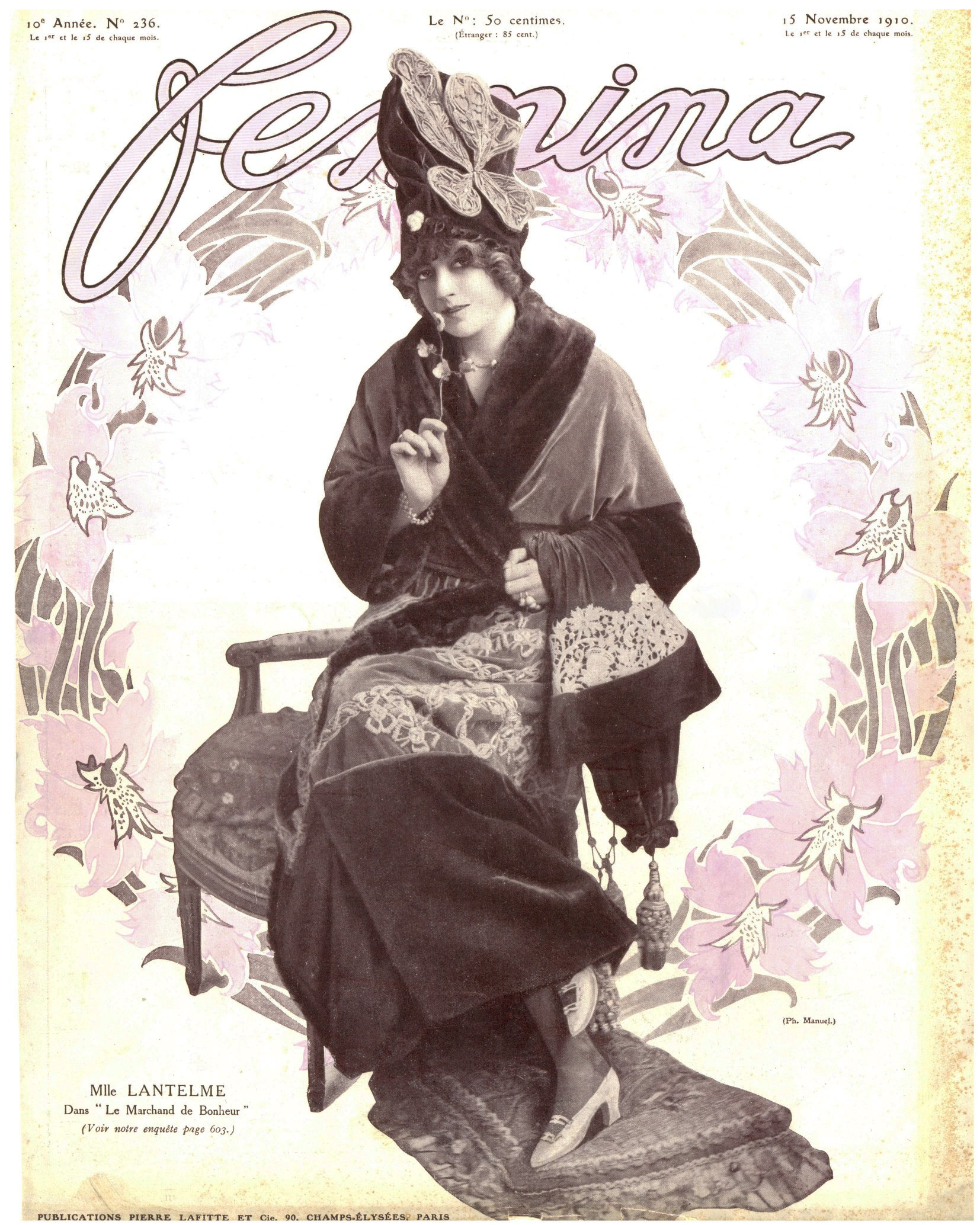
Okładka pisma dla kobiet z 1910

Prasa kobieca – sektor czasopism o profilu kształtowanym pod kątem potrzeb czytelniczych kobiet. W czasopismach kobiecych oprócz artykułów publicystycznych, reportaży, felietonów, utworów literackich, zamieszczane są rubryki poświęcone sprawom mody, gospodarstwa domowego, problematyce rodziny i wychowania dzieci itp.

## Historia
Europejska prasa kobieca istnieje już dwa i pół wieku. Pierwsze niemieckie czasopismo dla kobiet, o nazwie „Die vernűnftigen Tadlerinnen”, wydawał pisarz i uczony J.Ch. Gottsched w latach 1726–1727. Najstarsze francuskie pismo „Journal des Dames” ukazywało się w latach 1759–1779 w Paryżu. W Anglii J. Goodwill wydawał w Oksfordzie miesięcznik „Lady’s Magazine” (1749–1753) niemający charakteru czasopisma ściśle kobiecego. Pierwszym rosyjskim pismem kobiecym było „Modnoje jeżemiesiacznoje izdanije, ili Bibliotieka dla damskogo tualeta” wydawane w Moskwie przez N.I. Nowikowa od 1789. W Ameryce od 1792 ukazywał się „Lady’s magazine” wydawany przez W. Gibbonsa w Filadelfii. W roku 1960 wydawany od 1886 magazyn „Cosmopolitan” stał się pismem dla kobiet.
W Polsce, podobnie jak w wyżej wymienionych krajach, pierwsze czasopisma kobiece redagowane były przez mężczyzn. W latach 1818–1835 ukazywało się 17 tego rodzaju czasopism. Pierwszym polskim pismem kobiecym był „Tygodnik Polski i Zagraniczny” (1818–1820, od 1819 tytuł „Tygodnik Polski”, a następnie w latach 1820–1822 pt. „Wanda”). W Polsce od 1948 ukazuje się „Przyjaciółka”, której nakład sięgał 3 milionów.

### Dwudziestolecie międzywojenne w Polsce
„Bluszcz”, jedno z najstarszych pism polskich, tygodnik ukazujący się od 1865. Od 1924 dzięki nowej spółce wydawniczej nabrało rozmachu i w ciągu kilku lat powstały kolejne czasopisma uzupełniające („Kobieta w Świecie i w Domu”, „Dziecko i Matka”, „Życie Kobiece”, „Kultura Ciała”, „Ja to zrobię”, „Życie praktyczne” i in.). Prowadzony najpierw przez Wandę Pełczyńską, a później przez Stefanię Podhorską-Okołów miał duże ambicje literackie i kulturalne. Pisały w nim m.in. Maria Dąbrowska, Maria Kuncewiczowa, Pola Gojawiczyńska, Maria Pawlikowska-Jasnorzewska, Ewa Szelburg-Zarembina. „Bluszcz” nie cieszył się nazbyt wielką popularnością i jego nakład nie przekraczał 10 000 egz. Główną przyczyną był tu, jak można sądzić, stosunkowo wysoki poziom publicystyczny i literacki, dość wysoka cena, mały udział ogólnych informacji w zawartości czasopisma, tworzące w sumie z „Bluszczu” tygodnik elitarny. W latach kryzysu „Bluszcz” popadł w poważne kłopoty finansowe.
„Moja Przyjaciółka”, czasopismo założone w 1934 roku, wydawane przez Alfreda Ksyckiego, początkowo pod redakcją wydawcy później jego żony Anny. Szesnastokolumnowe zeszyty średniego formatu drukowane były na papierze niskiej jakości, z czym związany był także słaby poziom techniczny materiału ilustracyjnego. Dopiero od miesięcy letnich 1936 roku drukowano na lepszym papierze z wielobarwną okładką. Pismo składało się z dwóch wyraźnie wyodrębnionych części. Pierwsza w objętości 6–7 kolumn miała charakter ilustrowanego magazynu poświęconego sprawom kobiecym i zawierała informacje, komentarze, artykuły o życiu i działalności organizacji kobiecych na świecie, sylwetki znanych opinii publicznej reprezentantek świata polityki, literatury i sztuki, odcinek powieściowy i nowele. Druga, obejmująca resztę pisma, poświęcona była poradnictwu praktycznemu z dziedziny gospodarstwa domowego, higieny, wychowania dzieci i mody. Wydawana na początku w nakładzie 20 000 egz. w roku 1938 doszła do 100 000 egz.
„Kobieta Współczesna”, tygodnik wydawany przez Emilię Grocholską, a redagowany początkowo przez Wandę Pałczyńską, później przez wydawczynię. Tygodnik ukazał się wiosną 1927 i od razu skupił wokół siebie liczne grono znanych publicystek i działaczek społecznych. „Kobieta Współczesna” składała się z 2 odrębnych części: jednej stanowiącej właściwy „tygodnik społeczno-literacki” (w objętości 6 kolumn) i drugiej, która pod tytułem „Mój Dom” zawierała – na 10 kolumnach – przepisy gospodarskie, dział mody, porad praktycznych itp. Wśród stałych współpracowniczek wymienić można Helenę Ceysingerównę, Irenę Jabłonowską, Helenę Boguszewską, Cecylię Walewską, Marię Czapską. Utwory literackie zamieszczały Maria Kuncewiczowa, Maria Dąbrowska, Zofia Nałkowska, Wanda Melcer. Na łamach „Kobiety Współczesnej” publikowała Dąbrowska pierwszy tom powieści Noce i dnie, ożywiona akcję publicystyczną prowadziła redakcja tygodnika m.in. na temat karalności przerywania ciąży, wiele uwagi poświęcano zagadnieniom pozycji prawnej kobiety-pracownicy, przygotowaniu kobiet do aktywnego udziału w życiu społecznym. „Kobieta Współczesna” nie zdobyła szerszej publiczności i podobnie jak „Bluszcz” musiała zadowalać się nakładem nieprzekraczającym 10 000 egz., pozostając pismem o dość określonym profilu politycznym, skierowanym do kobiet zaangażowanych w życie publiczne kraju.